# Айленд-Сіті (Орегон)
Айленд-Сіті (англ. Island City) — місто (англ. city) в США, в окрузі Юніон штату Орегон. Населення — 1144 особи (2020).

## Географія
Айленд-Сіті розташований за координатами 45°20′10″ пн. ш. 118°2′58″ зх. д. / 45.33611° пн. ш. 118.04944° зх. д. (45.336015, -118.049396).  За даними Бюро перепису населення США в 2010 році місто мало площу 2,54 км², уся площа — суходіл.

## Демографія
Згідно з переписом 2010 року, у місті мешкало 989 осіб у 399 домогосподарствах у складі 298 родин. Густота населення становила 390 осіб/км².  Було 416 помешкань (164/км²).
Расовий склад населення:
| - 94,7 % — білих - 0,8 % — вихідців з тихоокеанських островів - 0,6 % — корінних американців - 0,5 % — азіатів - 0,1 % — чорних або афроамериканців |

До двох чи більше рас належало 2,3 %. Частка іспаномовних становила 3,4 % від усіх жителів.
За віковим діапазоном населення розподілялося таким чином: 23,8 % — особи молодші 18 років, 55,6 % — особи у віці 18—64 років, 20,6 % — особи у віці 65 років та старші. Медіана віку мешканця становила 43,5 року. На 100 осіб жіночої статі у місті припадало 97,8 чоловіків;  на 100 жінок у віці від 18 років та старших — 95,8 чоловіків також старших 18 років.
Середній дохід на одне домашнє господарство  становив 65 487 доларів США (медіана — 53 750), а середній дохід на одну сім'ю — 69 158 доларів (медіана — 54 861). За межею бідності перебувало 19,2 % осіб, у тому числі 31,0 % дітей у віці до 18 років та 6,4 % осіб у віці 65 років та старших.
Цивільне працевлаштоване населення становило 482 особи. Основні галузі зайнятості: освіта, охорона здоров'я та соціальна допомога — 26,8 %, роздрібна торгівля — 14,1 %, виробництво — 11,0 %, будівництво — 8,7 %.